# Lipusz
Lipusz (dodatkowa nazwa w j. kaszub. Lëpùsz; niem. Lippusch) – wieś kaszubska o charakterze małomiasteczkowym położona w północnej Polsce w województwie pomorskim, w powiecie kościerskim, w gminie Lipusz nad rzeką Wdą. Na północ od Lipusza znajduje się jezioro Lubiszewskie. 
Miejscowość jest siedzibą gminy Lipusz.

## Historia
Pierwsza wzmianka o wsi, w formie Lyndenpush, pochodzi z czasów krzyżackich, z roku 1398 i dotyczyła danin duchowieństwa pomorskiego dla papiestwa.
W roku 1892 Lipusz miał 647 mieszkańców, w tym 420 Kaszubów (388 katolików i 32 ewangelików), 218 Niemców (31 katolików i 187 ewangelików), 5 Żydów i 4 Polaków katolików.
W roku 1900 Lipusz uzyskał połączenie kolejowe z Kościerzyną. W 1901 z Bytowem i w 1902 z Chojnicami, stając się lokalną stacją węzłową. 
Po otwarciu połączeń kolejowych, w roku 1913 Lipusz miał już 1278 mieszkańców. Znacznymi posiadaczami ziemskimi byli: Boleslaus von Janikowski, A. von Kekowski (Rekowski?), Boleslaus von Keschke, Fritz von Kolbiecki (Rolbiecki?), Ad. Mackowski, Emil Pirch i Johaness Schröder. Właścicielem młyna i tartaku był Ignatz Thimm. Była restauracja dworcowa prowadzona przez Augusta Dinglera i 3 karczmy, których właścicielami byli: Alexander Cysewski, Jakob Kropidlowski i Otto Schnick. Było 2 piekarzy: wdowa Marie Kobierowski i Johaness von Kalben; 4 kowali: G. Bauschke, Wladislaus Glaza, F. Limberg i O. Muck; 3 krawców: J. Czapiewski, St. Stolz i V. Turzinski; 3 szewców: P. Janitzki, J.Sarnowski i O. Schaldach; 2 rzeźników: O. Felske i St. Kallas; 3 sklepy kolonialno spożywcze: jeden spółki 'Bazar', drugi Maximiliana Steina i ostatni w karczmie Schnicka. Rymarzem był J. Paliwodda; handlem maszynami rolniczymi zajmował się kowal Wladislaus Glaza, a handlem bydłem Johann Kreft. 
W dawnym kościele ewangelickim wybudowanym w 1865 roku od 2002 roku znajduje się Muzeum Gospodarstwa Wiejskiego, prezentujące ok. 320 eksponatów (wóz strażacki z 1913 roku, kierzonki, kopanka, kamienie do śrutownika itp.). Na Wdzie znajduje się młyn wodny pochodzący z początku XIX wieku.
W latach 1954–1972 wieś należała i była siedzibą władz gromady Lipusz. W latach 1975–1998 należała do ówczesnego województwa gdańskiego.
W 2017 roku lasy otaczające wieś zostały silnie zniszczone w wyniku przechodzącej tędy fali nawałnic (zniszczeniu uległo 4200 ha lasów zarządzanych przez Nadleśnictwo Lipusz). W 2018 roku w ramach restytucji lasu i w związku z obchodami 100-lecia niepodległości Polski z pomocą harcerzy i wolontariuszy (razem ok. 3 tys. osób) na powierzchni ponad 10 ha zasadzono nowe drzewa w taki sposób, aby utworzyły one wizerunek godła państwowego, widoczny z okien przelatujących samolotów. Ponadto leśnicy pozostawili na obszarze 2 ha połamane drzewa, aby przypominały o tym, jak wyglądały okoliczne lasy po nawałnicy.

## Zbrodnia w Nowym Karpnie
15 października 1939 roku członkowie Selbstschutzu i niemieccy policjanci z Lipusza rozstrzelali kilkunastu Polaków (według różnych źródeł 17 lub 19). Podczas akcji aresztowano 49 mężczyzn, których zaprowadzono do pobliskiego lasu w Karpnie. Wszyscy zatrzymani mieli wykopać duży grób. Po zakończeniu pracy zatrzymanych podzielono na dwie grupy. Mniejsza grupa została rozstrzelana. Pozostali mężczyźni musieli zakopać grób, po czym zostali wypuszczeni.

## Zabytki
Według rejestru zabytków Narodowego Instytutu Dziedzictwa na listę zabytków wpisane są:
- kościół parafialny pw. św. Michała Archanioła, 1866–1867, nr rej.: 968 z 26.08.1986. W wyposażeniu elementy wystroju z wcześniejszego kościoła, w tym m.in. figury, późnogotycka i barokowa. Na ścianach polichromie autorstwa Leona Drapiewskiego[14].
- kaplica grobowa rodziny Żelewskich, 1880, nr rej.: j.w.
- cmentarz grzebalny przy kościele, XIX w., nr rej.: j.w.
- kościół ewangelicki, 1865, nr rej.: 957 z 14.03.1986
- cmentarz rzymskokatolicki, 1922–1923, nr rej.: 969 z 26.08.1986.

Inne:
- drewniany młyn na Wdzie
- kamienica Banku Ludowego z 1904
- neogotyckie zabudowania nadleśnictwa

## Transport

### Transport drogowy
- droga wojewódzka nr 235
- droga powiatowa Sulęczyno-Lipusz
- droga powiatowa Tuszkowy-Lipusz
- droga powiatowa Lipusz-Bałachy
- droga gminna Borowiec-Lipusz
- droga gminna Skwierawy-Lipusz
- droga gminna Gostomko-Nowe Karpno-Lipusz
- droga gminna Lipusz-Bałachy-Lipuska Huta
- droga gminna Lipusz-Mechowo, Krugliniec-Płocice

### Transport kolejowy
Lipusz posiada kilka połączeń kolejowych z Kościerzyną i Chojnicami poprzez Brusy. Pasażerski ruch kolejowy na linii do Bytowa został zawieszony.

## Turystyka
Miejscowość znajduje się na turystycznym Szlaku Kamiennych Kręgów i na szlaku kajakowym rzeki Wdy.

## Zobacz też

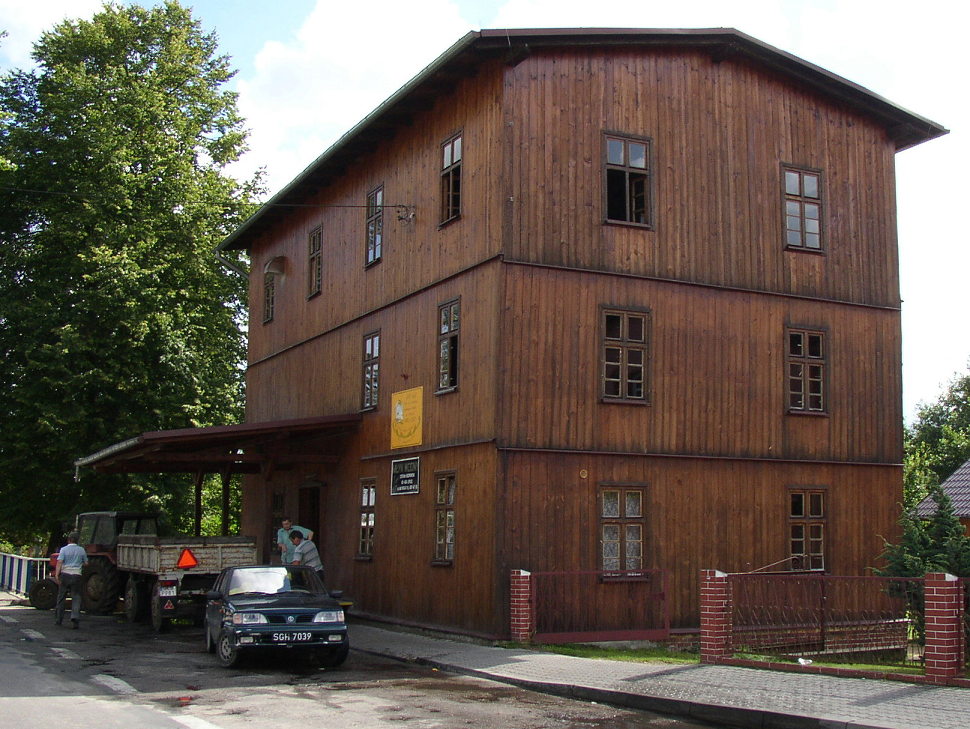
Młyn wodny